# Oldham County (Texas)
Das Oldham County ist ein County im Bundesstaat Texas der Vereinigten Staaten. Das U.S. Census Bureau hat bei der Volkszählung 2020 eine Einwohnerzahl von 1.758 ermittelt. Der Sitz der County-Verwaltung (County Seat) befindet sich in Vega.

## Geographie
Das County liegt im Nordwesten von Texas, im Texas Panhandle, grenzt im Westen an New Mexico und ist im Norden etwa 80 km von Oklahoma entfernt. Es hat eine Fläche von 3889 Quadratkilometern, wovon 2 Quadratkilometer Wasserfläche sind. Es grenzt im Uhrzeigersinn an folgende Countys: Hartley County, Potter County, Deaf Smith County und dem Quay County in New Mexico.

## Geschichte
Oldham County wurde am 21. August 1876 aus Teilen des Bexar County gebildet. Die Verwaltungsorganisation wurde am 12. Juni 1881 abgeschlossen. Benannt wurde es nach dem Politiker und Juristen Williamson Simpson Oldham. Dieser war erst Abgeordneter in der State Legislature von Arkansas und Richter am Supreme Court dieses Bundesstaats, bevor er im Jahr 1849 nach Texas zog. Während des Sezessionskriegs war er Abgeordneter im Senat der Konföderierten Staaten von Amerika.
Zwölf Bauwerke und Stätten im County sind im National Register of Historic Places („Nationales Verzeichnis historischer Orte“; NRHP) eingetragen (Stand 29. November 2021), wobei die archäologische Fundstätte Landergin Mesa den Status eines National Historic Landmarks  hat.

## Demografische Daten

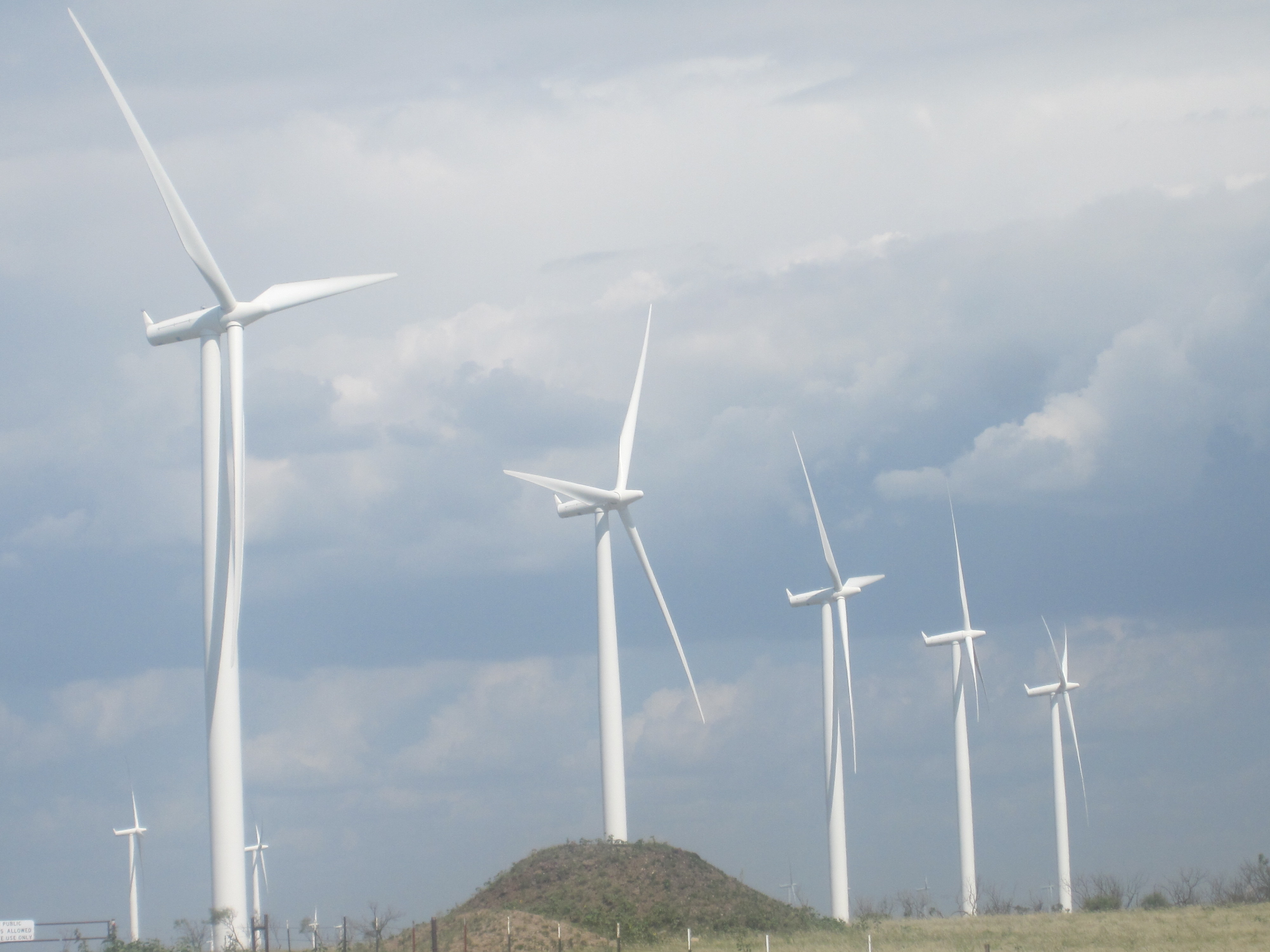
Windkraftanlagen

Nach der Volkszählung im Jahr 2000 lebten im Oldham County 2.185 Menschen in 735 Haushalten und 565 Familien. Die Bevölkerungsdichte betrug 1 Einwohner pro Quadratkilometer. Ethnisch betrachtet setzte sich die Bevölkerung zusammen aus 90,66 Prozent Weißen, 1,88 Prozent Afroamerikanern, 1,28 Prozent amerikanischen Ureinwohnern, 0,37 Prozent Asiaten und 4,62 Prozent aus anderen ethnischen Gruppen; 1,19 Prozent stammten von zwei oder mehr Ethnien ab. 11,03 Prozent der Einwohner waren spanischer oder lateinamerikanischer Abstammung.
Von den 735 Haushalten hatten 35,1 Prozent Kinder oder Jugendliche, die mit ihnen zusammen lebten. 66,7 Prozent waren verheiratete, zusammenlebende Paare 8,8 Prozent waren allein erziehende Mütter und 23,0 Prozent waren keine Familien. 21,0 Prozent waren Singlehaushalte und in 10,1 Prozent lebten Menschen im Alter von 65 Jahren oder darüber. Die durchschnittliche Haushaltsgröße betrug 2,61 und die durchschnittliche Familiengröße betrug 3,02 Personen.
35,0 Prozent der Bevölkerung war unter 18 Jahre alt, 7,2 Prozent zwischen 18 und 24, 23,3 Prozent zwischen 25 und 44, 23,2 Prozent zwischen 45 und 64 und 11,3 Prozent waren 65 Jahre alt oder älter. Das Durchschnittsalter betrug 33 Jahre. Auf 100 weibliche Personen kamen 108,1 männliche Personen und auf 100 Frauen im Alter von 18 Jahren oder darüber kamen 90,6 Männer.

Das jährliche Durchschnittseinkommen eines Haushalts betrug 33.713 US-Dollar, das Durchschnittseinkommen einer Familie betrug 39.091 USD. Männer hatten ein Durchschnittseinkommen von 26.845 USD, Frauen 20.185 USD. Das Pro-Kopf-Einkommen betrug 14.806 USD. 10,5 Prozent der Familien und 19,8 Prozent der Einwohner lebten unterhalb der Armutsgrenze.

## Städte und Gemeinden
- Adrian
- Boys Ranch
- Valle de Oro
- Vega
- Wildorado